# Sankt Peter (Aldersbach)
Sankt Peter ist ein Ortsteil der Gemeinde Aldersbach im niederbayerischen Landkreis Passau.
Der Ort liegt nördlich direkt anschließend an den Kernort Aldersbach an der südlich verlaufenden St 2083, an der PA 85 und am Aldersbacher Flutgraben. Nördlich des Ortes fließt die Vils, ein rechter Zufluss der Donau.

## Bauwerke
In der Liste der Baudenkmäler in Aldersbach sind für Sankt Peter zwei Baudenkmale aufgeführt:
- Die aus der zweiten Hälfte des 16. Jahrhunderts stammende ehemalige Pfarrkirche St. Peter (Sankt Peter 1) wurde im Jahr 1781 wesentlich umgebaut. Der Turm wurde 1593 errichtet.
- Das Klosterrichterhaus (jetzt Bauernhof; Walchsinger Straße 8) stammt aus dem Jahr 1756. Es trägt ein Halbwalmdach und Fassadengliederung.